# Михайлов, Александр Анатольевич (хоккеист)
Александр Анатольевич Михайлов (26 февраля 1969, Юматово[уточнить]) — советский и российский хоккеист, защитник.

## Биография
Воспитанник «Кристалла» Саратов, дебютировал за команду в сезоне-1987/88 первой лиги. Следующий сезон начал во второй лиге в составе воронежского «Бурана», затем перешёл в «Химик» Энгельс. С сезона 1993/94 — вновь игрок «Кристалла», провёл четыре сезона в МХЛ и Суперлиге, сыграл 124 матча. Также играл в это время и за «Химик».